# معركة أربونة
معركة أربونة (بالفرنسية: Siège de Narbonne)‏، هي معركة دارت أحداثها سنة 737 بين إمبراطورية الفرنجة والدولة الأموية في المدينة التي تحتفظ بنفس الاسم حاليا أربونة، وكانت نتائج هذه المعركة بأن خسر الفرنجة هذه المدينة، حيث بقيت تحت إمرة الدولة الأموية في الأندلس.

## السياق التاريخي
بعد أن فتحت أربونة سنة 719 من قبل الوالي الأموي في الأندلس السمح بن مالك الخولاني، أتخذت المدينة كقاعدة عسكرية للقيام بحملات مستقبلية.

في سنة 737، و بعد الفوز الكبير المحقق في أفينيون، قرر شارل مارتيل إمبراطور الفرنجة باقتحام المدينة، و بذلك وقعت هذه المعركة التي خسرها فيما بعد.

## الأحداث
بعد النجاح في حصار المدينة، فشل الفرنجة في أخذها، حيث تمسك المسلمون في الدفاع عليها بقوة.
لمعرفته بأن مصير سبتمانيا يقف عند مدينة أربونة، بعث والي الأندلس عقبة بن الحجاج السلولي بجيش لتعزيز دفاع المدينة، هذا الجيش أعترض من قبل قوات شارل مارتل في معركة وادي بير جنوبي بلاد الفرنجة.
نظرا لقروب فصل الشتاء و استحالة الدخول إلى المدينة، قام الفرنجة برفع حصارهم عنها في النهاية.

## النتيجة
بعد هذه الخسارة، قام الفرنجة بإفراغ و نهب عدة مدن في المنطقة منها نيم وبيزيرز لتصبح منعدمة الأهمية.

أربونة بقيت مسلمة حتى سنة 759 تاريخ سقوطها من قبل بيبين القصير.

يذكر أن هشام بن عبد الرحمن الداخل أنفق خُمس غنائم معركة أربونة في بناء المساجد و تحسين البنية التحتية للدولة.